# Piera Tizzoni
Piera Tizzoni (* 14. Februar 1940 in Turin) ist eine ehemalige italienische Weitspringerin und Sprinterin.
Bei den Olympischen Spielen 1960 in Rom wurde sie Fünfter in der 4-mal-100-Meter-Staffel und schied im Weitsprung in der Qualifikation aus.
1959 und 1960 wurde sie Italienische Meisterin im Weitsprung.

## Persönliche Bestleistungen
- 100 m: 12,1 s, 1959
- Weitsprung: 5,91 m, 1959